# Велоспорт на летних Олимпийских играх 2012 — спринт (мужчины)
Соревнования в спринте по велоспорту среди мужчин на летних Олимпийских играх 2012 прошли с 4 по 6 августа. Приняли участие 17 спортсменов из 17 стран.

## Призёры
| Золото                       | Серебро              | Бронза                 |
| Джейсон Кенни Великобритания | Грегори Боже Франция | Шейн Перкинс Австралия |

## Соревнование

### Квалификация
| Место | Спортсмен            | Результат |
| ----- | -------------------- | --------- |
| 1     | Джейсон Кенни (GBR)  | 9,713 OR  |
| 2     | Грегори Боже (FRA)   | 9,952     |
| 3     | Шейн Перкинс (AUS)   | 9,987     |
| 4     | Роберт Фёрстеман     | 10,072    |
| 5     | Денис Дмитриев (RUS) | 10,088    |
| 6     | Эрсони Канелон       | 10,123    |
| 7     | Сэйитиро Накагава    | 10,144    |
| 8     | Чжан Мяо             | 10,155    |
| 9     | Эдди Доукинс         | 10,201    |
| 10    | Нджисан Филлип       | 10,202    |
| 11    | Азизульхасни Аванг   | 10,226    |
| 12    | Джимми Уоткинс       | 10,247    |
| 13    | Павел Келемен        | 10,311    |
| 14    | Дамьян Зелински      | 10,323    |
| 15    | Бернард Эстерхейзен  | 10,350    |
| 16    | Одей Маскьяран       | 10,604    |
| 17    | Зафейрис Воликакис   | 10,663    |

### Первый раунд
| Спортсмен          | Результат |
| ------------------ | --------- |
| Грегори Боже       |           |
| Зафейрис Воликакис | DQ        |

| Спортсмен      | Результат |
| -------------- | --------- |
| Шейн Перкинс   | 10,722    |
| Одей Маскьяран |           |

| Спортсмен           | Результат |
| ------------------- | --------- |
| Роберт Фёрстеманн   | 11,100    |
| Бернард Эстерхейзен |           |

| Спортсмен            | Результат |
| -------------------- | --------- |
| Денис Дмитриев (RUS) | 10,690    |
| Дамьян Зелински      |           |

| Спортсмен      | Результат |
| -------------- | --------- |
| Павел Келемен  | 10,840    |
| Эрсони Канелон |           |

| Спортсмен         | Результат |
| ----------------- | --------- |
| Джимми Уоткинс    | 10,399    |
| Сэйитиро Накагава |           |

| Спортсмен          | Результат |
| ------------------ | --------- |
| Азизульхасни Аванг | 10,473    |
| Чжан Мяо           |           |

| Спортсмен      | Результат |
| -------------- | --------- |
| Нджисан Филлип | 10,221    |
| Эдди Доукинс   |           |

#### Перезаезды
| Спортсмен      | Результат |
| -------------- | --------- |
| Эрсони Канелон | 10,439    |
| Эдди Доукинс   |           |

| Спортсмен         | Результат |
| ----------------- | --------- |
| Сэйитиро Накагава | 10,792    |
| Дамьян Зелински   |           |

| Спортсмен           | Результат |
| ------------------- | --------- |
| Бернард Эстерхейзен | 10,762    |
| Одей Маскьяран      |           |
| Чжан Мяо            |           |

### Второй раунд
| Спортсмен           | Результат |
| ------------------- | --------- |
| Джейсон Кенни (GBR) | 10,363    |
| Бернард Эстерхейзен |           |

| Спортсмен         | Результат |
| ----------------- | --------- |
| Грегори Боже      | 10,490    |
| Сэйитиро Накагава |           |

| Спортсмен      | Результат |
| -------------- | --------- |
| Шейн Перкинс   | 10,978    |
| Эрсони Канелон |           |

| Спортсмен         | Результат |
| ----------------- | --------- |
| Нджисан Филлип    | 10,467    |
| Роберт Фёрстеманн |           |

| Спортсмен            | Результат |
| -------------------- | --------- |
| Денис Дмитриев (RUS) | 10,278    |
| Азизульхасни Аванг   |           |

| Спортсмен      | Результат |
| -------------- | --------- |
| Джимми Уоткинс | 10,511    |
| Павел Келемен  |           |

#### Перезаезды
| Спортсмен           | Результат |
| ------------------- | --------- |
| Роберт Фёрстеманн   | 10,881    |
| Бернард Эстерхейзен |           |
| Павел Келемен       |           |

| Спортсмен          | Результат |
| ------------------ | --------- |
| Азизульхасни Аванг | 10,456    |
| Сэйитиро Накагава  |           |
| Эрсони Канелон     |           |

### За 9-12-е места
| Место | Спортсмен           | Результат |
| ----- | ------------------- | --------- |
| 9     | Сэйитиро Накагава   | 10,950    |
| 10    | Павел Келемен       |           |
| 11    | Бернард Эстерхейзен |           |
| 12    | Эрсони Канелон      |           |

### Четвертьфинал
| Спортсмен           | Заезд 1 | Заезд 2 |
| ------------------- | ------- | ------- |
| Джейсон Кенни (GBR) | 10,433  | 10,030  |
| Азизульхасни Аванг  |         |         |

| Спортсмен         | Заезд 1 | Заезд 2 |
| ----------------- | ------- | ------- |
| Грегори Боже      | 10,472  | 10,300  |
| Роберт Фёрстеманн |         |         |

| Спортсмен      | Заезд 1 | Заезд 2 |
| -------------- | ------- | ------- |
| Шейн Перкинс   | 10,520  | 10,263  |
| Джимми Уоткинс |         |         |

| Спортсмен            | Заезд 1 | Заезд 2 |
| -------------------- | ------- | ------- |
| Нджисан Филлип       | 10,545  | 10,300  |
| Денис Дмитриев (RUS) |         |         |

### За 5-8-е места
| Место | Спортсмен            | Результат |
| ----- | -------------------- | --------- |
| 5     | Денис Дмитриев (RUS) | 10,340    |
| 6     | Джимми Уоткинс       |           |
| 7     | Роберт Фёрстеман     |           |
| 8     | Азизульхасни Аванг   |           |

### Полуфинал
| Спортсмен           | Заезд 1 | Заезд 2 |
| ------------------- | ------- | ------- |
| Джейсон Кенни (GBR) | 10,159  | 10,166  |
| Нджисан Филлип      |         |         |

| Спортсмен    | Заезд 1 | Заезд 2 |
| ------------ | ------- | ------- |
| Грегори Боже | 10,358  | 10,268  |
| Шейн Перкинс |         |         |

### За 3-е место
| Место | Спортсмен      | Заезд 1 | Заезд 2 |
| ----- | -------------- | ------- | ------- |
| 3     | Шейн Перкинс   | 10,489  | 10,297  |
| 4     | Нджисан Филлип |         |         |

### Финал
| Место | Спортсмен           | Заезд 1 | Заезд 2 |
| ----- | ------------------- | ------- | ------- |
| 1     | Джейсон Кенни (GBR) | 10,232  | 10,308  |
| 2     | Грегори Боже        |         |         |